# Електронний медичний запис
Електро́нний меди́чний за́пис, Електро́нна меди́чна ка́ртка (електронна історія хвороби; електронний паспорт пацієнта; англ. electronic medical record(EMR), electronic patient record, electronic health record (EHR)) — медична картка пацієнта медзакладу в електронній (безпаперовій) формі. Складається і зберігається в автоматизованій інформаційній базі даних медичної установи. Медичні картки мають поступово замінити традиційні картки медичного страхування.
Картка містить електронний носій, котрий зберігатиме історію хвороб пацієнта, інформацію про зроблені щеплення та його бажання стати донором.
Однією з перших країн Євросоюзу, що з жовтня 2011 запровадила електронні медичні картки, стала Німеччина.[джерело?]
В Україні роботу з ЕМК розпочато у 2019 році.
ЗастосуванняЕлектронна історія хвороби може застосовуватися, як в поліклінічних, так і в стаціонарних установах, з урахуванням характеру та особливостей надання медичної допомоги в них.
Принцип діїЕлектронна медична картка в концепті є єдиним інформаційним ресурсом, що дозволяє оперувати особистими даними пацієнтів, а також обмінюватися такими даними з іншими медичними установами для складання, обліку та зберігання медичної інформації. Медична документація (інформація) з картки може надаватися в компетентні організації: страхові компанії, органи контролю над наданням медичної допомоги, правоохоронні органи тощо.

## Нормативна база

### Закони
- Закон України «Про стандартизацію» за № 3164-IV від 01.12.2005 року
- Закон України «Про електронні документи та електронний документообіг» за № 851-IV від 22.05.2003 року
- Закон України «Про електронний цифровий підпис» від 15.01.2009 за № 879-17

### Стандарти
Перелік міжнародних та Українських стандартів
- ISO/IEC 7810
- ISO/TC 215 Health informatics[3]
- ISO/TS 17090-1-3:2002
- ISO/TS 18308:2004
- ISO 21549-1:2004 Інформатика в охороні здоров'я. Дані медичної карти пацієнта. Частина 1. Загальна структура.
- ISO 21549-2:2004 Інформатика в охороні здоров'я. Дані медичної карти пацієнта. Частина 2. Загальні об'єкти.
- ISO 21549-3:2004 Інформатика в охороні здоров'я. Дані медичної карти пацієнта. Частина 3. Обмежені клінічні дані
- ISO/TR 20514:2005 Інформатика в охороні здоров'я. Запис даних про здоров'я в електронному вигляді. Визначення, область застосування і контекст.
- ISO 20301:2006 Інформатика в охороні здоров'я. Медичні карти. Загальні характеристики.
- ISO 20302:2006 Інформатика в охороні здоров'я. Медичні карти. Система нумерації та процедура реєстрації ідентифікаторів закладу, що їх видає.
- ISO 21549-4:2006 Інформатика в охороні здоров'я. Дані медичної карти пацієнта. Частина 4. Розширені клінічні дані.
- ISO/TR 22221:2006
- ISO/HL7 FDIS 21731: 2006
- ISO 21549:2007
- ISO 21549-7:2007 Інформатика в охороні здоров'я. Дані медичної карти пацієнта. Частина 7. Дані про лікарські засоби.
- ISO/TR 27809:2007
- HL7 CDA 2.0 Clinical Document Architecture
- ISO 21549-5:2008 Інформатика в охороні здоров 'я. Дані медичної карти пацієнта. Частина 5. Ідентифікаційні дані.
- ISO 21549-6:2008 Інформатика в охороні здоров'я. Дані медичної карти пацієнта. Частина 6. Адміністративні дані.
- ISO 21549-8:2010 Інформатика в охороні здоров'я. Дані медичної карти пацієнта. Частина 8. Зв'язки.